# پشه‌های بال‌توری
پشه‌های بال‌توری (نام علمی: Blephariceridae) نام یک تیره از زیرراسته نخ‌شاخان است.